# 加沙走廊內政部
加沙走廊內政部，自稱為巴勒斯坦內政部（加沙走廊），是哈馬斯武裝奪取加沙走廊後於2007年6月設立的政府部門。
2007年6月，賽義德·賽亞姆擔任加沙走廊內政部長，成為以伊斯梅爾·哈尼亞為首的第一屆哈馬斯內閣的成員。塞亞姆於2009年1月15日死亡後，法特希·哈馬德於2009年4月接任該職位。哈馬德於2012年9月在第二屆哈馬斯內閣中留任內政部長。
內政部是哈馬斯公共事務署的上級機構。內政部長兼任哈馬斯宣傳機構阿克薩電視台的台長。

## 歷任內政部長
| No. | No. | 姓名 （出生–死亡）          | 任期      | 任期      | 任期       | 政黨   |
| No. | No. | 姓名 （出生–死亡）          | 上任      | 卸任      | 時長       | 政黨   |
| --- | --- | --------------------------- | --------- | --------- | ---------- | ------ |
| 1   |     | 賽義德·賽亞姆 （1959–2009） | 2007年6月 | 2009年1月 | 1年7个月   | 哈馬斯 |
| 2   |     | 法特希·哈馬德 （1961–）     | 2009年4月 | 現任      | 15年11个月 | 哈馬斯 |

## 外部連結
- Official Interior Ministry Website (Gaza Strip) （页面存档备份，存于）